# Peter Gowland
Peter Andrew Gibson Gowland (3. dubna 1916, Los Angeles – 17. března 2010, Pacific Palisades) byl americký glamour fotograf a herec.

## Život a dílo
Gowland nasnímal více než tisíc fotografií pro titulní strany různých magazínů. Většinou fotografoval glamour snímky ženských modelek ale často také portréty celebrit. Pracoval například pro časopisy Rolling Stones, Playboy nebo Modern Photography. Stal se známým pro své sestavování fotoaparátů a příslušenství pro své fotografie hvězd či plakátů s odhalenými modelkami.
Je považován za jednoho ze zakladatelů tvorby plakátů s odhalenými modelkami (tzv. pinup) a v 50. a 60. letech 20. století byl jedním z hlavních a nejznámějších představitelů tohoto fotografického směru. Na konci 50. let 20. století sestrojil kameru Gowlandflex se dvěma objektivy. Tuto kameru později používali i jiní fotografové, například Annie Leibovitz a Yousuf Karsh. Sám Gowland vyrobil a prodal okolo 1 500 speciálních fotoaparátů.
Gowland vyrostl v rámci filmového prostředí, kde se v dětství naučil osvětlovat a taktéž zde získal své první modely. Oba jeho rodiče, otec Gibson Gowland a matka Sylvia Andrew, byli herci. Sám Peter Gowland hrál ve svém mládí v nejméně 12 filmech, ovšem v nevýznamných rolích. V malé roli vystupuje také ve filmu Občan Kane. Na konci a krátce po druhé světové válce pracoval jako fotograf a fotolaborant ve službách amerického letectva v Německu.
Gowland sám, respektive jeho pojetí fotografií, byly příčinou neúspěchu americké lékařské knihy The Anatomical Basis of Medical Practice (Anatomické základy lékařské praxe), která vyšla v roce 1971 a obsahovala Gowlandovy fotografie povrchu lidských těl. Vydání této knihy profesorů R. Fredericka Beckera, Jamese S. W. Wilsona a Johna A. Gehweilera vyvolalo skandál a bojkot jejího prodeje ze strany feministického hnutí, neboť fotografie byly nafoceny ve stylu glamour.
Peter Gowland je autorem zhruba sto tisíc fotonegativů a 26 knih fotografií nebo instruktážních knih o fotografování. Byl ženat s Alicí Adams, která mu po celý život pomáhala v jeho podnikání. Zajímavostí je, že jejich první milenecká schůzka se uskutečnila 7. prosince 1941, v den útoku na Pearl Harbor. V rámci manželství se jim narodily dvě dcery. Zemřel ve věku 93 let ve svém rodném státě Kalifornie ve Spojených státech amerických.